# بانوی مرموز
بانوی مرموز (انگلیسی: The Mysterious Lady) یک فیلم صامت در سبک جاسوسی و رمانتیک به کارگردانی فرد نیبلو است که در سال ۱۹۲۸ منتشر شد. از بازیگران آن می‌توان به گرتا گاربو، کنراد نیگل، گوستاو فون زیفرتیتس، ویکتور یانگ، و ادوراد کانلی اشاره کرد.